# 4 Brygada Artylerii (I RP)
4 Brygada Artylerii – jednostka artylerii Armii Koronnej.
Brygada sformowana rozkazem  Komisji Wojskowej  z dnia 20 lutego 1790 w wyniku reorganizacji artylerii Armii Koronnej.
W jej skład weszły trzy kompanie Brygady Kamienieckiej, w tym komenderowani do Tulczyna.
Dowództwo stacjonowało w Winnicy. Brygada podlegała dowódcy Dywizji Bracławsko-Kijowskiej.